# Jim Leighton
James "Jim" Leighton, född 24 juli 1958 i Johnstone, är en före detta fotbollsspelare för det skotska landslaget. 
Han position var målvakt. Han ingick i Skottlands spelartrupp vid VM 1982 men var bara reservmålvakt. Som förstamålvakt spelade han för Skottland i VM 1986, 1990 och 1998. När Skottland spelade i EM 1992 var han inte med i truppen, han var med i EM 1996 men var enbart reservmålvakt. Leighton slutade spela i det skotska landslaget 1998 och i klubb 2000.

## Meriter
- EM i fotboll
- 1996
- VM i fotboll 1982, 1990 och 1998